# Push Push
"Push Push"는 대한민국의 걸 그룹 씨스타의 첫 싱글이자 데뷔싱글이다. 2010년 6월 13일 로엔 엔터테인먼트를 통해 발매되었고, 용감한 형제가 프로듀서로 참여했다.

## 수록곡
1. Here We Come
2. Push Push
3. Oh Baby
4. Push Push(Inst.)